# 伊卡大区
伊卡大區（西班牙語：Departamento de Ica）是秘魯中南部的一個大區，西臨太平洋。面積21,305平方公里，2007年人口619,338人。首府伊卡。
1866年1月30日建區。下分5省43區。著名的納斯卡線位於本區。

## 政治區劃

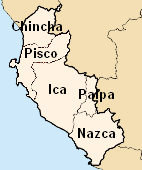
伊卡大區地圖

伊卡大區有5省，43區。

### 省
- 欽查省
- 伊卡省
- 納斯卡省
- 帕爾帕省
- 皮斯科省

## 外部連結
- . . 1921.

14°04′S 75°44′W / 14.07°S 75.73°W